# Suioestrus
Suioestrus is een vliegengeslacht uit de familie van de horzels (Oestridae).

## Soorten
- S. cookii Townsend, 1921